# Graeme Miller
Graeme Miller (Blenheim, Marlborough, 20 de novembre de 1960) va ser un ciclista neozelandès professional entre el 1993 i el 2002. Va combinar la carretera amb la pista
En el seu palmarès destaquen dues medalles d'or als Jocs de la Commonwealth i el fet de representar el seu país en tres edicions dels Jocs Olímpics, entre 1984 i 1992. També es proclamà Campió nacional en ruta el 1987.

## Palmarès en ruta
- 1987
  -  Campió de Nova Zelanda en ruta
- 1988
  - 1r al Fitchburg Longsjo Classic
  - Vencedor de 2 etapes de la Milk Race
- 1989
  - 1r al Tour de Sommerville
- 1990
  -  Medalla d'or en ruta als Jocs de la Commonwealth
  -  Medalla d'or en la contrarellotge per equips als Jocs de la Commonwealth
  - 1r al Tour de Beauce
- 1992
  - 1r al Tour de Toona
- 1993
  - Vencedor d'una etapa del Herald Sun Tour
  - Vencedor d'una etapa del New Zealand Post Tour
- 1995
  - Vencedor d'una etapa del Herald Sun Tour
  - Vencedor de 2 etapes de la Volta a Nova Zelanda
- 1997
  - 1r al Tour de Southland
- 1998
  - Vencedor de 2 etapes del Herald Sun Tour
- 1999
  - 1r al Tour de Southland
  - Vencedor d'una etapa del Tour Down Under
  - Vencedor d'una etapa de la Volta al Japó
- 2000
  - Vencedor d'una etapa del Tour de Langkawi
  - Vencedor d'una etapa de la Volta al Japó
- 2001
  - Vencedor d'una etapa de la Volta al Japó
  - Vencedor d'una etapa del Tour de Southland